# Vic Fangio
Victor Mick Fangio (22 de agosto de 1958) é um treinador de futebol americano profissional que atualmente trabalha como coordenador defensivo do Philadelphia Eagles da National Football League (NFL). Como técnico principal, comandou o Denver Broncos de 2019 a 2021. Com mais de quarenta anos anos de experiência como treinador e mais de trinta temporadas de experiência na NFL, Fangio foi um coordenador defensivo por boa parte da carreira na NFL ou em equipes de futebol americano universitário antes de se tornar o treinador principal dos Broncos. Ele atuou como coordenador defensivo do Chicago Bears entre 2015 e 18, além de liderar a defesa do San Francisco 49ers (2011-14), Universidade de Stanford (2010), Houston Texans (2002–05), Indianapolis Colts (1999–2001) e Carolina Panthers (1995–98).
Em 2018, após ter liderado a defesa do Chicago Bears ao posto de melhor pontuadora e ter vencido duas premiações como treinador assistente do ano - entregues pela Associated Press e Pro Football Writers of America, o Denver Broncos resolveu contratá-lo para assumir o comando técnico da franquia em 2019, permanecendo na posição até 2021. Em 2024 voltou para os Eagles para se tornar coordenador defensivo da equipe.
As defesas de Fangio têm consistentemente estado entre as mais produtivas da NFL em várias categorias, incluindo defesa de pontuação, jardas totais permitidas e menor número de penalidades. Suas defesas foram classificadas entre as cinco melhores da liga em jardas permitidas durante a década de 2010, enquanto ficaram entre as cinco melhores da NFL em menor número de pontos permitidos sete vezes nesse período.